# Haironville
Haironville és un municipi francès situat al departament del Mosa i a la regió del Gran Est. L'any 2007 tenia 578 habitants.

## Demografia

### Població
El 2007 la població de fet de Haironville era de 578 persones. Hi havia 232 famílies, de les quals 60 eren unipersonals (28 homes vivint sols i 32 dones vivint soles), 48 parelles sense fills, 96 parelles amb fills i 28 famílies monoparentals amb fills.
La població ha evolucionat segons el següent gràfic:
Habitants censats

### Habitatges
El 2007 hi havia 254 habitatges, 232 eren l'habitatge principal de la família, 12 eren segones residències i 10 estaven desocupats. 222 eren cases i 31 eren apartaments. Dels 232 habitatges principals, 171 estaven ocupats pels seus propietaris, 55 estaven llogats i ocupats pels llogaters i 6 estaven cedits a títol gratuït; 5 tenien dues cambres, 30 en tenien tres, 72 en tenien quatre i 125 en tenien cinc o més. 117 habitatges disposaven pel capbaix d'una plaça de pàrquing. A 88 habitatges hi havia un automòbil i a 112 n'hi havia dos o més.

### Piràmide de població
La piràmide de població per edats i sexe el 2009 era:
| Homes | Edats   | Dones |
| ----- | ------- | ----- |
| 0     | 95 o +  | 0     |
| 0     | 90 a 94 | 4     |
| 0     | 85 a 89 | 4     |
| 0     | 80 a 84 | 0     |
| 4     | 75 a 79 | 4     |
| 16    | 70 a 74 | 20    |
| 16    | 65 a 69 | 8     |
| 16    | 60 a 64 | 8     |
| 12    | 55 a 59 | 12    |
| 24    | 50 a 54 | 32    |
| 36    | 45 a 49 | 24    |
| 20    | 40 a 44 | 16    |
| 12    | 35 a 39 | 4     |
| 20    | 30 a 34 | 12    |
| 24    | 25 a 29 | 32    |
| 40    | 20 a 24 | 36    |
| 16    | 15 a 19 | 12    |
| 8     | 10 a 14 | 16    |
| 8     | 5 a 9   | 0     |
| 12    | 0 a 4   | 16    |

## Economia
El 2007 la població en edat de treballar era de 385 persones, 277 eren actives i 108 eren inactives. De les 277 persones actives 258 estaven ocupades (148 homes i 110 dones) i 19 estaven aturades (11 homes i 8 dones). De les 108 persones inactives 31 estaven jubilades, 35 estaven estudiant i 42 estaven classificades com a «altres inactius».

### Ingressos
El 2009 a Haironville hi havia 246 unitats fiscals que integraven 658 persones, la mediana anual d'ingressos fiscals per persona era de 17.046 €.

### Activitats econòmiques
Dels 14 establiments que hi havia el 2007, 1 era d'una empresa extractiva, 1 d'una empresa alimentària, 1 d'una empresa de fabricació d'altres productes industrials, 2 d'empreses de construcció, 2 d'empreses de comerç i reparació d'automòbils, 2 d'empreses de transport, 1 d'una empresa d'hostatgeria i restauració, 2 d'empreses financeres i 2 d'entitats de l'administració pública.
L'únic servei als particulars que hi havia el 2009 era una empresa de construcció.
Dels 2 establiments comercials que hi havia el 2009, 1 era una botiga de més de 120 m² i 1 una botiga de menys de 120 m².
L'any 2000 a Haironville hi havia 4 explotacions agrícoles.

## Equipaments sanitaris i escolars
El 2009 hi havia una escola elemental.

## Poblacions més properes
El següent diagrama mostra les poblacions més properes.